# 帕潘特拉 (韋拉克魯斯州)

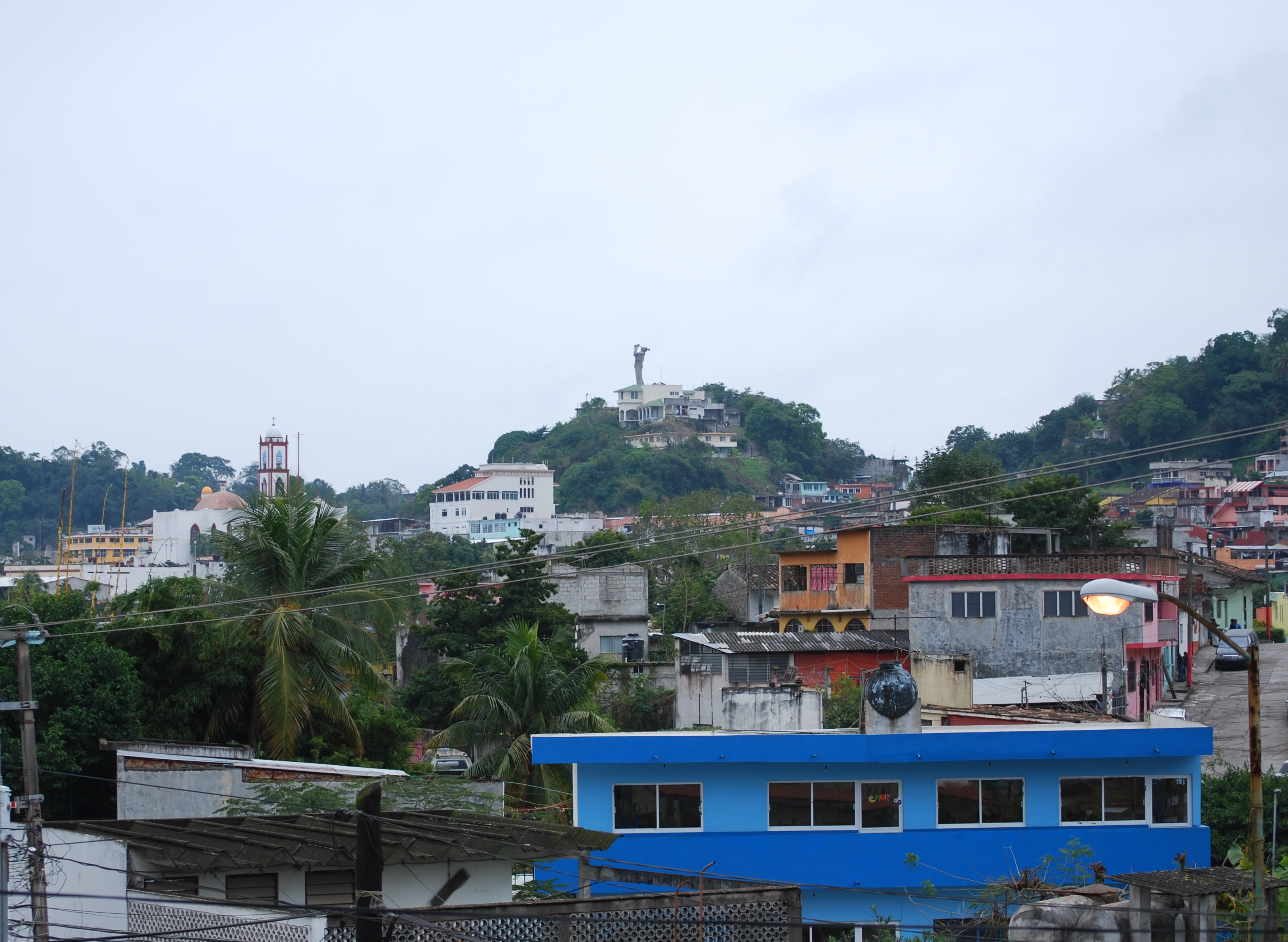

帕潘特拉是墨西哥的城市，由韋拉克魯斯州負責管轄，位於該國東部，始建於十三世紀，面積1,199平方公里，海拔高度180米，該地區出產的農產品有玉米、豆類、芝麻、木瓜等，2010年人口53,546。

## 外部連結
- （西班牙文） Ayuntamiento de Papantla Official website
- （西班牙文） Municipio de Papantla government website
- （西班牙文） Municipal Official Information